# Vátos
Vátos (Vatos) är en ort i Grekland.   Den ligger i prefekturen Nomós Kerkýras och regionen Joniska öarna, i den västra delen av landet, 400 km nordväst om huvudstaden Aten. Vátos ligger 171 meter över havet och antalet invånare är 345. Den ligger på ön Korfu.
Terrängen runt Vátos är kuperad västerut, men åt nordost är den platt. Havet är nära Vátos åt sydväst. Runt Vátos är det ganska tätbefolkat, med 172 invånare per kvadratkilometer. Närmaste större samhälle är Korfu, 11,1 km öster om Vátos. 